# Paray-le-Monial
Paray-le-Monial [paré lemoňjal] je historické městečko s asi 9100 obyvateli ve střední Francii, ležící v jihozápadním cípu Burgundska, départementu Saône-et-Loire. Turisté zde navštěvují hlavně románský kostel Sacré-Coeur, jednu z nejvýznamnějších památek clunyjské architektury.
Roku 973 zde vévoda Lambert založil benediktinský klášter, který od roku 999 až do 1790 podléhal blízkému opatství Cluny. Proto dostala stará obec Paray přízvisko le Monial čili „mnišské“. V 17. století zde žila řeholnice a vizionářka Markéta Marie Alacoque, z jejíchž vidění vznikla úcta k Božskému Srdci Páně, živá ve Francii i u nás hlavně v 19. století. Pouti do Paray-le-Monial, v nedávné minulosti téměř zaniklé, se opět oživují, zejména za účasti charismatických hnutí.

## Památky
- Současný kostel Sacré-Coeur (Božského Srdce), původně klášterní, se začal stavět v 11. století (západní část), ve 12. století vznikly věže a chór a byl dostavěn až po roce 1300. Je zřejmě zmenšenou a zjednodušenou replikou zbořeného opatského kostela v Cluny. Je to trojlodní basilika s mohutnou příčnou lodí a s hlavní věží nad křížením, s věncem kaplí kolem chóru, s poměrně krátkou lodí a s dvěma věžemi a předsíní (nartex) na západě. V klenbě chóru je neobyčejná freska sedícího (?) Krista, hlavice sloupů jsou bohatě zdobené. Ke kostelu přiléhá bývalý klášter, přestavěný v 18. století, kde jsou dnes různé expozice.
- Radnice, Jayetův dům ze 16. století s bohatě zdobenou fasádou.
- Tour Saint-Jacques, zbytek městského kostela sv. Jakuba, zbořeného po Velké revoluci.

## Partnerská města
- Bad Dürkheim, Porýní-Falc, Německo
- Betlém, Západní břeh Jordánu
- Payerne, Švýcarsko
- Wells, Spojené království

## Fotogalerie

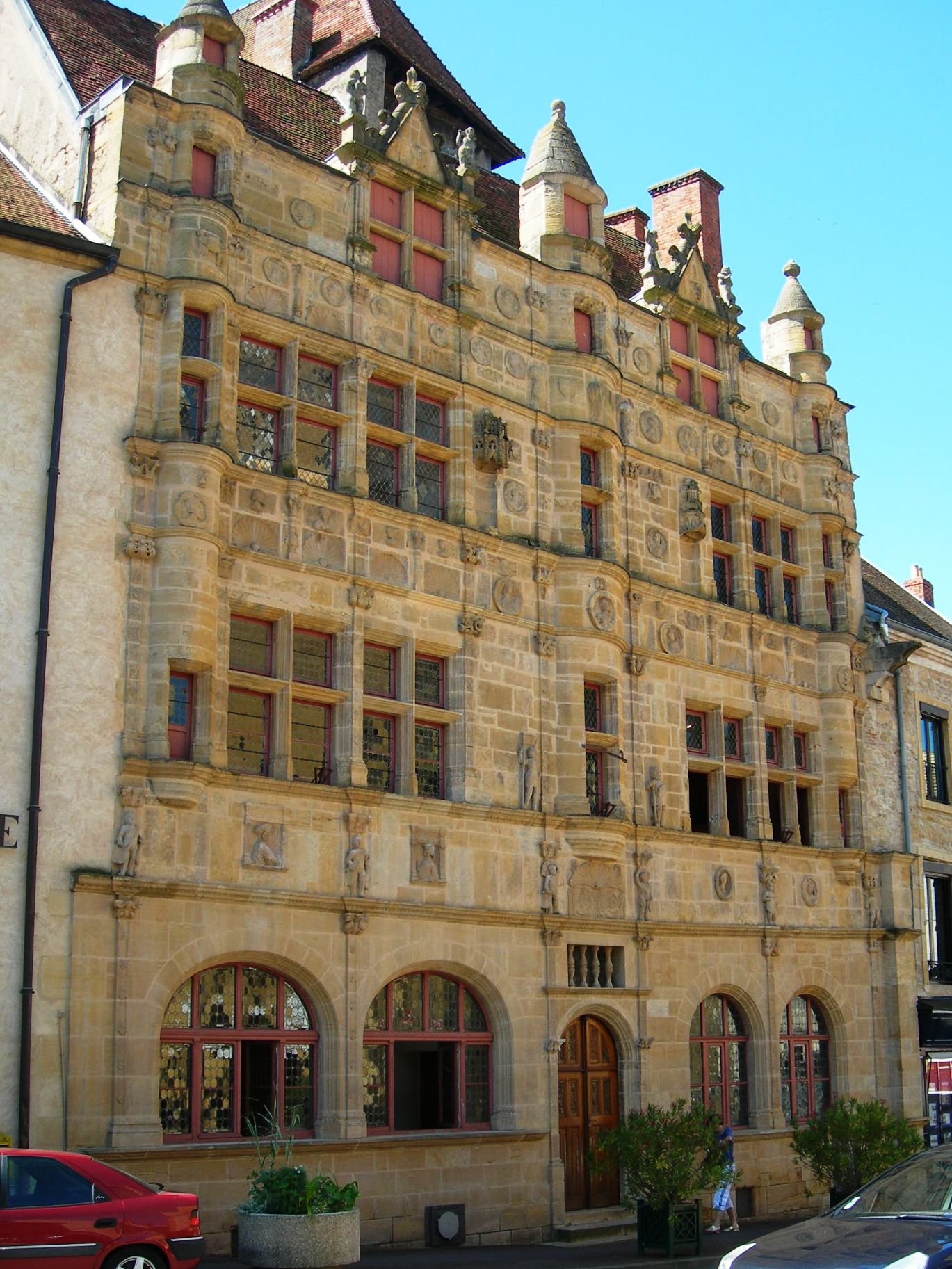
Radnice
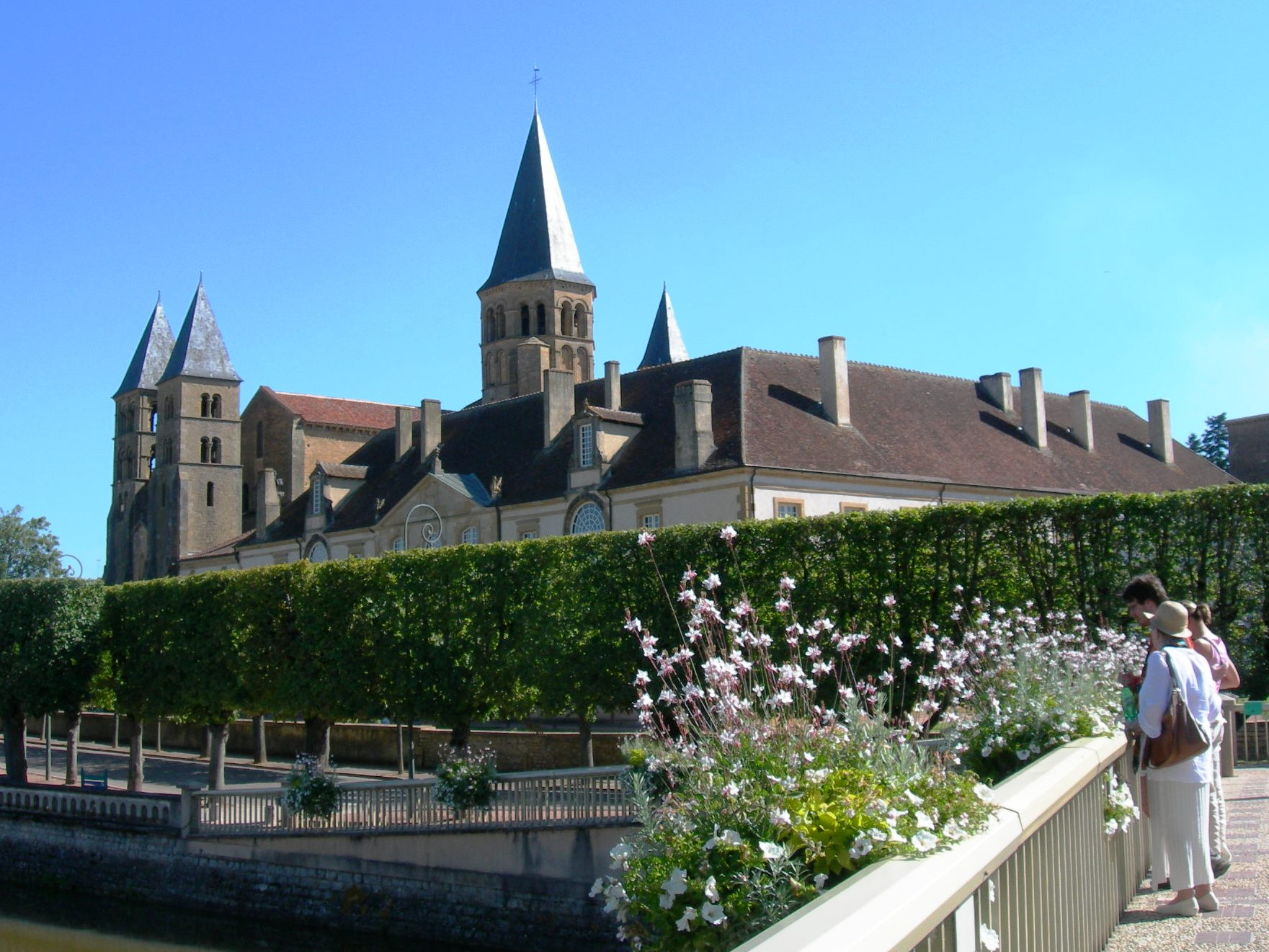
Kostel a klášter
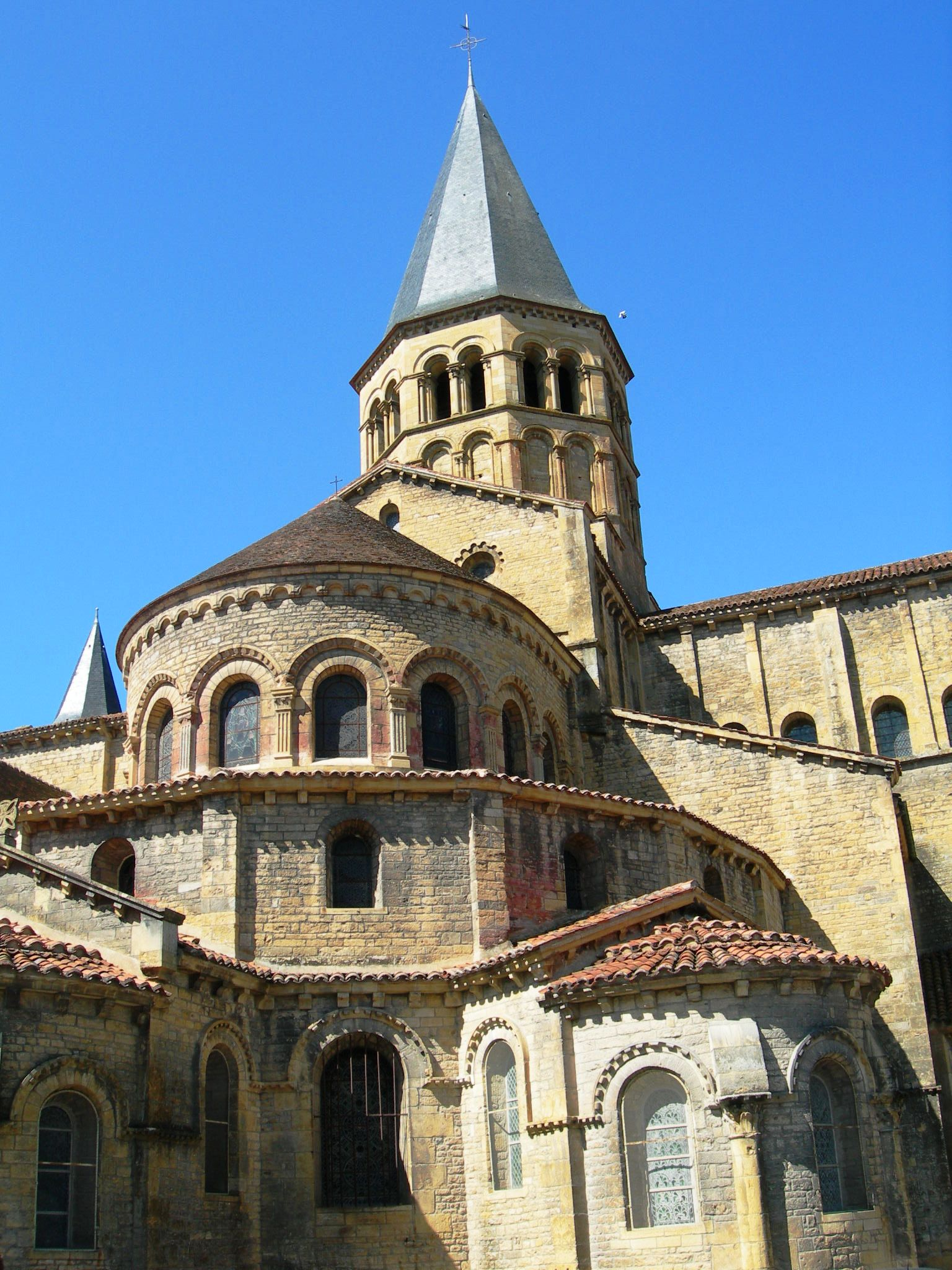
Chór kostela zvenčí
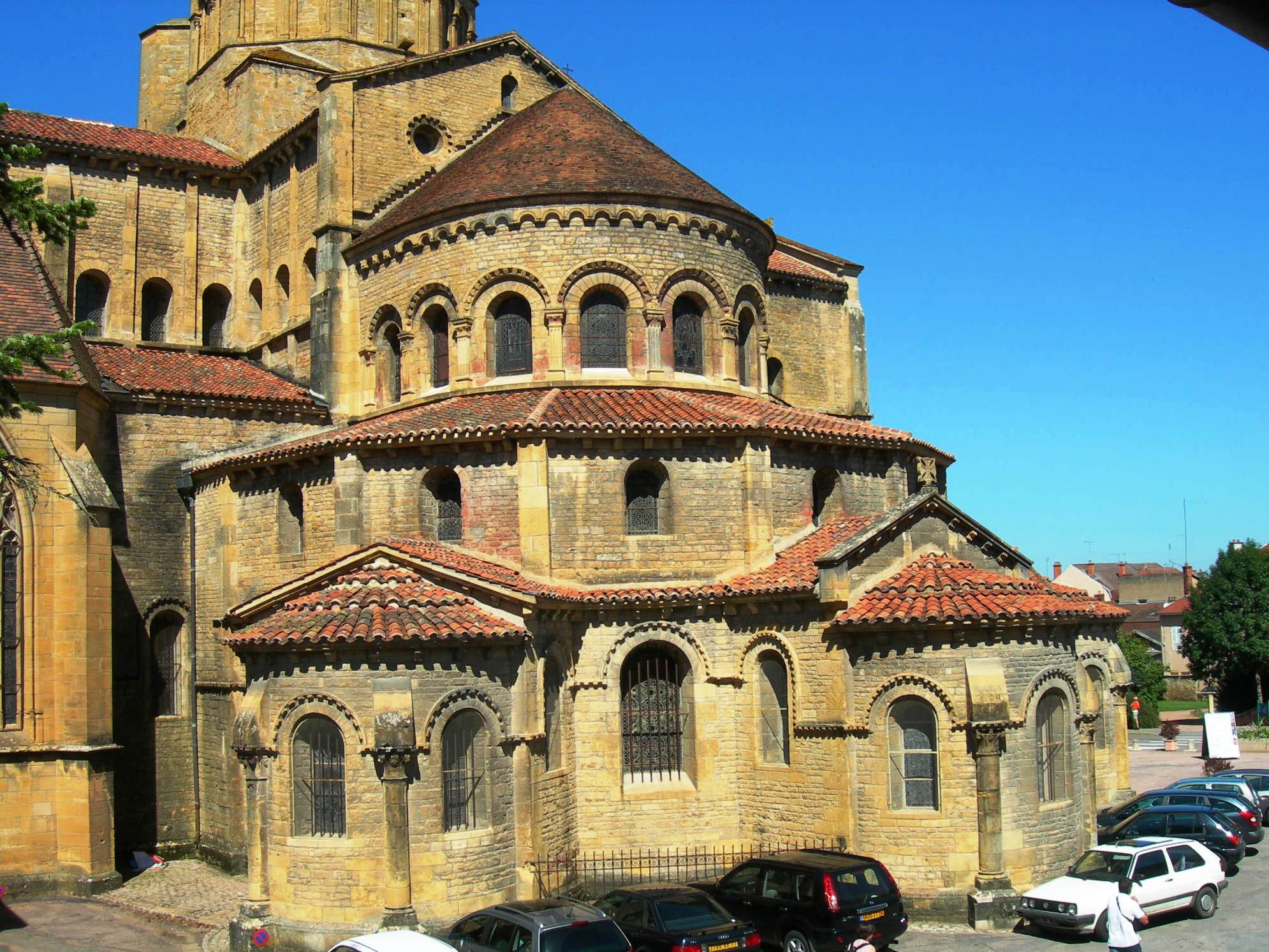
Věnec kaplí
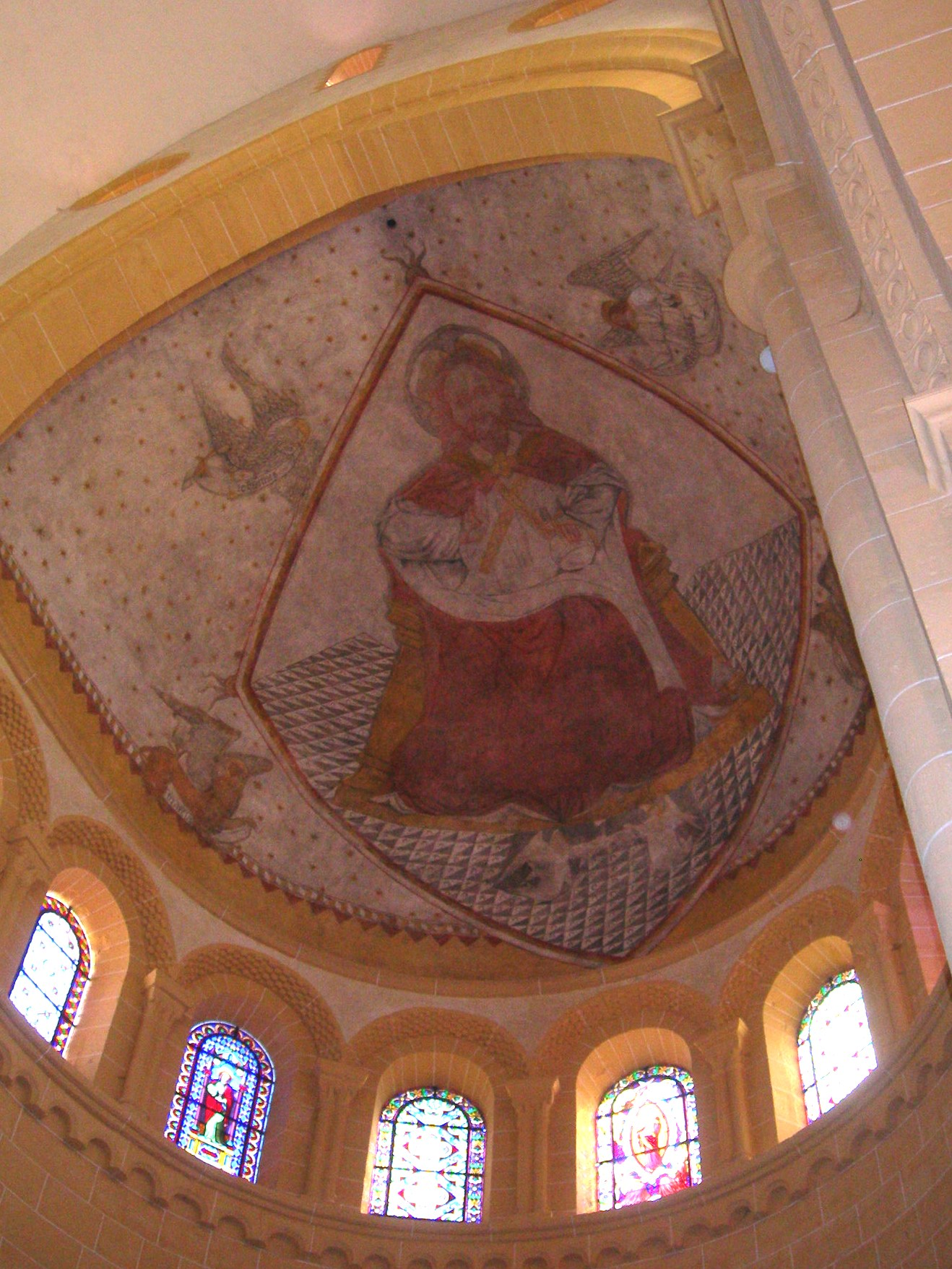
Freska v klenbě chóru